# 陳脩 (東吳)
陳脩（197年—229年），表字不詳。三國時期東吳將領。

## 生平
陈脩有其父陳武之風。十九歲時，孫權召見他並加以獎厲，拜為別部司馬，授他五百兵。當時其他部隊的新兵大多都逃走，但陳脩有效地安撫士兵，無一逃走，孫權稱奇，拜為校尉。建安末年，追錄功臣的後裔，封為都亭侯，黃龍元年（229年），逝世。 

## 家庭

### 父親
- 陳武，三國時期東吳將領。

### 兄弟
- 陳表，陳脩之弟。官至偏將軍，封都鄉侯。

### 子
- 陳延，陳脩長子。陳表之子陳敖死後，代其任為司馬。
- 陳永，陳脩次子。東吳健將，封侯。

## 評價
三國志評曰：「凡此諸將，皆江表之虎臣，孫氏之所厚待也。以潘璋之不脩，權能忘過記功，其保據東南，宜哉！陳表將家支庶，而與冑子名人比翼齊衡，拔萃出類，不亦美乎！」